# N,N-二异丙基乙基胺
N,N-二异丙基乙基胺（英語：N,N-Diisopropylethylamine，或称为许尼希碱，DIPEA或DIEA）既是胺也是有机化合物。在有机化学中通常用作碱。两組异丙基和一組乙基屏蔽了氮原子，只能与体积够小的质子结合。同2,2,6,6-四甲基哌啶相似，该化合物是非親核鹼。许尼希碱由德国化学家西格弗里德·许尼希（Siegfried Hünig）命名。

## 制备
许尼希碱为商业可售试剂，可由二异丙胺和硫酸二乙酯反应制备。

## 反应

### 非亲核性碱
许尼希碱可用于二级胺和卤代烃发生烷基化反应得到三级胺的反应中作为选择性试剂。该反应通常生成季胺盐而受干扰，当反应加入许尼希碱后，副反应大大减少。

### 合成蝎碱（scorpionine）
许尼希碱可與二氯化二硫經DABCO催化，用一锅法反应制得复杂的杂环化合物scorpionine。